# Лоренцо Буффон
Лоре́нцо Буффо́н (італ. Lorenzo Buffon, нар. 19 грудня 1929, Маяно) — колишній італійський футболіст, воротар. По завершенні ігрової кар'єри — футбольний тренер.
Як гравець насамперед відомий виступами за клуб «Мілан», а також національну збірну Італії. П'ятиразовий чемпіон Італії.
Пов'язаний родинним зв'язком з воротарем збірної Італії другої половини 1990-х та 2000-х років Джанлуїджі Буффоном (є двоюрідним братом діда Джанлуїджі).

## Клубна кар'єра
Вихованець футбольної школи клубу «Портогруаро».
У дорослому футболі дебютував 1949 року виступами за команду клубу «Мілан», в якій провів десять сезонів, взявши участь у 277 матчах чемпіонату.  Більшість часу, проведеного у складі «Мілана», був основним голкіпером команди. За цей час чотири рази виборював титул чемпіона Італії.
Згодом з 1959 по 1964 рік грав у складі команд клубів «Дженоа», «Інтернаціонале» та «Фіорентина». Протягом цих років додав до переліку своїх трофеїв ще один титул чемпіона Італії (у складі «Інтера»).
Завершив професійну ігрову кар'єру у нижчоліговому клубі «Івреа», за команду якого виступав протягом 1964—1965 років.

## Виступи за збірну
1958 року дебютував в офіційних матчах у складі національної збірної Італії. Протягом кар'єри у національній команді, яка тривала 5 років, провів у формі головної команди країни 15 матчів, пропустивши 19 голів. У складі збірної був учасником чемпіонату світу 1962 року у Чилі.

## Кар'єра тренера
Розпочав тренерську кар'єру, повернувшись до футболу після тривалої перерви, 1977 року, очоливши тренерський штаб клубу «Сант'Анджело». Наразі досвід тренерської роботи обмежується цим клубом.
| Дата       | Місто     | Господарі      | Результат | Гості          | Турнір                   | Голи | Примітки |
| ---------- | --------- | -------------- | --------- | -------------- | ------------------------ | ---- | -------- |
| 09/11/1958 | Париж     | Франція        | 2 – 2     | Італія         | товариський матч         | -2   |          |
| 13/12/1958 | Генуя     | Італія         | 1 – 1     | Чехословаччина | товариський матч         | -1   |          |
| 28/02/1959 | Рим       | Італія         | 1 – 1     | Іспанія        | товариський матч         | -1   |          |
| 06/05/1959 | Лондон    | Англія         | 2 – 2     | Італія         | товариський матч         | -2   |          |
| 01/11/1959 | Прага     | Чехословаччина | 2 – 1     | Італія         | Кубок Центральної Європи | -2   |          |
| 29/11/1959 | Флоренція | Італія         | 1 – 1     | Угорщина       | Кубок Центральної Європи | -    |          |
| 06/01/1960 | Неаполь   | Італія         | 3 – 0     | Швейцарія      | Кубок Центральної Європи | -    |          |
| 13/03/1960 | Барселона | Іспанія        | 1 – 3     | Італія         | товариський матч         | -1   |          |
| 10/12/1960 | Неаполь   | Італія         | 1 – 2     | Австрія        | товариський матч         | -2   |          |
| 24/05/1961 | Рим       | Італія         | 2 – 3     | Англія         | товариський матч         | -3   |          |
| 15/10/1961 | Тель-Авів | Ізраїль        | 2 – 4     | Італія         | Відбір до ЧС 1962        | -2   |          |
| 04/11/1961 | Турин     | Італія         | 6 – 0     | Ізраїль        | Відбір до ЧС 1962        | -    |          |
| 05/05/1962 | Флоренція | Італія         | 2 – 1     | Франція        | товариський матч         | -1   |          |
| 31/05/1962 | Сантьяго  | Італія         | 0 – 0     | ФРН            | ЧС 1962 - перший етап    | -    |          |
| 07/06/1962 | Сантьяго  | Італія         | 3 – 0     | Швейцарія      | ЧС 1962 - перший етап    | -    |          |
| Усього     |           | Матчів         | 15        |                | Голів                    | -17  |          |

## Титули та досягнення
- Чемпіон Італії (5):

«Мілан»:  1950–51, 1954–55, 1956–57, 1958–59
«Інтернаціонале»:  1962–63
- Володар Латинського кубка (2):

«Мілан»: 1951, 1956